# Unité urbaine de Bourg-en-Bresse
L'unité urbaine de Bourg-en-Bresse est une unité urbaine française centrée sur la ville de Bourg-en-Bresse, préfecture et première ville du département de l'Ain, en région Auvergne-Rhône-Alpes.

## Données globales
En 2010, selon l'INSEE, l'unité urbaine de Bourg-en-Bresse était composée de cinq communes, toutes situées dans le département de l'Ain, plus précisément dans l'arrondissement de Bourg-en-Bresse.
Dans le nouveau zonage de 2020, elle est composée des cinq mêmes communes.
En 2022, avec 62 488 habitants, elle représente la 1re des unités urbaines dont la ville-centre se situe dans le département de l'Ain. Si l'on prend en compte les unités urbaines dont la ville-centre se situe hors du département, elle se situe au 2e rang derrière la partie aindinoise de l'unité urbaine de Lyon qui compte 74 249 habitants en 2022. Dans la région Auvergne-Rhône-Alpes, elle se situe au 16e rang.
En 2022, sa densité de population s'élève à 610 hab/km2. Par sa superficie, elle représente 1,78 % du territoire départemental mais, par sa population, elle regroupe 9,31 % de la population du département de l'Ain.
L'unité urbaine de Bourg-en-Bresse est englobée dans sa totalité dans la communauté d'agglomération du Bassin de Bourg-en-Bresse qui regroupe 74 communes.

## Composition 2020 de l'unité urbaine
Elle est composée des cinq communes suivantes :
| Nom                            | Code Insee | Département | Statut       | Superficie (km2) | Population (dernière pop. légale) | Densité (hab./km2) | Modifier                                    |
| ------------------------------ | ---------- | ----------- | ------------ | ---------------- | --------------------------------- | ------------------ | ------------------------------------------- |
| Bourg-en-Bresse (ville-centre) | 01053      | Ain         | ville-centre | 23,86            | 42 065 (2022)                     | 1 763              | modifier les données · modifier les données |
| Péronnas                       | 01289      | Ain         | banlieue     | 17,55            | 6 437 (2022)                      | 367                | modifier les données · modifier les données |
| Saint-Denis-lès-Bourg          | 01344      | Ain         | banlieue     | 12,58            | 6 078 (2022)                      | 483                | modifier les données · modifier les données |
| Saint-Just                     | 01369      | Ain         | banlieue     | 3,38             | 953 (2022)                        | 282                | modifier les données · modifier les données |
| Viriat                         | 01451      | Ain         | banlieue     | 45,03            | 6 955 (2022)                      | 154                | modifier les données · modifier les données |

## Évolution démographique
L'évolution démographique ci-dessous concerne l'unité urbaine selon le périmètre défini en 2020.
| 1968   | 1975   | 1982   | 1990   | 1999   | 2006   | 2011   | 2016   | 2022   |
| ------ | ------ | ------ | ------ | ------ | ------ | ------ | ------ | ------ |
| 45 893 | 52 464 | 53 463 | 55 784 | 57 198 | 57 765 | 58 393 | 60 586 | 62 488 |